# Janira Hopffer Almada
Janira Hopffer Almada (Praia, 27 de septiembre de 1978) es una abogada y política caboverdiana, fue presidenta de Partido Africano de la Independencia de Cabo Verde desde el 14 de diciembre de 2014 hasta el 18 de abril de 2021. Fue la primera mujer en liderar un partido político mayoritario en Cabo Verde, así como la quinta y más joven líder que el PAICV ha tenido desde su fundación.

## Biografía
Su padre, David Hopffer Almada, abogado y exministro de Justicia de Cabo Verde, fue candidato presidencial en las elecciones de 2001. Es licenciada en derecho y licenciada en derecho comercial por la Universidad de Coímbra en Portugal. Almada es abogada y trabajó como asociada en la firma de su padre, D. Hopffer Almada y Asociados. Es miembro del Colegio de Abogados de Cabo Verde y fue profesora en la Universidad Jean Piaget de Cabo Verde de 2003 a 2006. Almada fue elegida Representante Municipal en las elecciones municipales de 2008 y resultó elegida parlamentaria por la circunscripción de Santiago Sul en las elecciones de 2011. Fue designada Ministra de Juventud, Empleo y Desarrollo de Recursos Humanos por el primer ministro José María Neves.
Almada fue elegida líder del PAICV el 14 de diciembre de 2014 con el 51,24 % de los votos, sucediendo a Neves, que no se presentaba a la reelección. Como tal encabezó el partido en las elecciones parlamentarias de 2016, con la intención de convertirse en la primera mujer en ser elegida primera ministra. Sin embargo, el PACIV resultó ampliamente derrotado tras quince años de gobierno por el liberal Movimiento para la Democracia (MpD), encabezado por Ulisses Correia e Silva. En agosto de 2016, Almada fue invitada a un congreso celebrado por el MPLA, partido gobernante de Angola, como delegada, ambos partidos vinculados a la lucha contra el colonialismo y por la independencia. Se celebraron reuniones entre los participantes de PAICV, MPLA y el Partido Socialista Portugués (PS) cuyo presidente es Carlos César, entre otros.
En las elecciones municipales de septiembre de ese mismo año, el PAICV sufrió una de sus mayores derrotas electorales, ganando solo dos de los veintidós municipios en todo el país (si bien de todas formas el MpD ha dominado tradicionalmente este tipo de elecciones desde la democratización). La derrota llevó a Neves a renunciar a sus aspiraciones presidenciales (facilitando la reelección abrumadora de Jorge Carlos Fonseca) y Almada manifestó su intención de dimitir como presidenta del PAICV. Conservó, sin embargo, el cargo, y declaró sus aspiraciones de ser reelegida en diciembre de 2019.